# UFC Fight Night: Werdum vs. Tybura
UFC Fight Night: Werdum vs. Tybura var en MMA-gala som arrangerades av Ultimate Fighting Championship och ägde rum 19 november 2017 i Sydney i Australien. 

## Resultat
1. ↑  Catchweight 128 lbs.'"`UNIQ--ref-00000004-QINU`"'
2. ↑  Catchweight 150 lbs.'"`UNIQ--ref-00000006-QINU`"'
3. ↑  Catchweight 129 lbs.'"`UNIQ--ref-00000008-QINU`"'
4. ↑  Catchweight 160 lbs.'"`UNIQ--ref-0000000A-QINU`"'
5. ↑  Catchweight 120 lbs.'"`UNIQ--ref-0000000C-QINU`"'